# Герб Дворічної
Герб Дворі́чної — офіційний символ селища Дворічна, Дворічанський район Харківської області, затверджений рішенням Дворічанської селищної ради від 19 червня 1992 року.

## Опис герба
Щит перетятий, у верхній частині розділеного щита в зеленому полі дві блакитні стрічки, що символізують річки Нижня Дворічна і Верхня Дворічна; у нижній — в червоному полі козацька шабля, гармата і три ядра, як символ козацького прикордонного форпосту.